# نادي زيمون
نادي زيمون لكرة القدم (بالصربية:Фудбалски клуб Земун) نادي كرة قدم صربي يلعب في الدرجة الثالثة. تم تأسيس النادي في سنة 1946.